# 四日市市営霞ヶ浦第一野球場
四日市市霞ヶ浦第一野球場（よっかいちし・かすみがうら・だいいちやきゅうじょう）は、三重県四日市市の霞ヶ浦緑地公園内にある野球場。施設は四日市市が所有し、四日市市スポーツ協会・四日市市シルバー人材センターグループが指定管理者として運営管理を行っている。本項目は隣接する第二・三球場も触れる。

## 歴史
1973年（昭和48年）4月1日完成、1985年（昭和60年）3月20日改修。開場以来、社会人野球、高校野球などアマチュア野球公式戦が行われている。プロ野球では一軍公式戦の開催実績はないが、中日ドラゴンズを中心にかつて毎年3月にはオープン戦が行われていた他、現在はウエスタン・リーグ、イースタン・リーグなど2軍公式戦が行われている。
2010年、この年発足したジャパン・フューチャーベースボールリーグの三重スリーアローズが主催試合をおこなった。リーグが休止となり、チームが四国アイランドリーグplusに移った2011年は主催試合は開催されず、そのまま解散となったため、使用されたのは1シーズンだけであった。
2011年12月からパネル式だったスコアボードを電光掲示板式にする工事を行い、2012年2月に完了した。　　同年4月1日には、竣工記念試合としてウエスタン・リーグ公式戦（中日VSオリックス）が行われた。
2012年には、この年だけ関西独立リーグのリーグ戦に参加した大和侍レッズが主催試合の一部を開催している。
2013年12月から2014年2月にかけて行われた改修・拡張工事で、「中堅116メートル・両翼91.5メートル」から「中堅120メートル・両翼97.53メートル」に拡張された。
第一野球場の隣接地にはサブグラウンドの第二野球場がある。
なお四日市市内にはこの他、市内中心部のJR四日市駅近くの北条公園に四日市市北条公園野球場が、また市街地南側の中央緑地内に四日市市中央緑地野球場、さらに霞ヶ浦緑地内には四日市ドームがある。以上に挙げた球場は、基本硬式球が使用できず、ソフトボール・軟式野球に用途が限られている（四日市ドームは天井が低いため、軟式球は少年野球のみに限定しており、成人用の試合は不可）。従ってプロ・アマの試合の際、誤って北条公園や中央緑地、四日市ドームに来場するケースがしばしばあるため、来場の際には注意が必要となる。

## プロ野球2軍公式戦の試合
- 1998年5月30日（土）読売ジャイアンツ 対 千葉ロッテマリーンズ
- 2000年6月24日（土）読売ジャイアンツ 対 ヤクルトスワローズ
- 2002年8月3日（土）中日ドラゴンズ 対 大阪近鉄バファローズ
- 2005年8月13日（土）読売ジャイアンツ 対 オリックス・バファローズ
- 2009年8月16日（日）読売ジャイアンツ 対 千葉ロッテマリーンズ（観客6,773人）
- 2010年4月10日（土）中日ドラゴンズ 対 阪神タイガース（観客7,184人） - 本試合は実に8年ぶりの中日主催試合であった。
- 2012年4月1日（日）中日ドラゴンズ 対 オリックス・バファローズ（観客4,311人）
- 2014年8月9日（土）中日ドラゴンズ 対 オリックス・バファローズ - 雨天中止
- 2015年4月4日（土）中日ドラゴンズ 対 広島東洋カープ（観客2,011人）
- 2016年4月10日（日）中日ドラゴンズ 対 阪神タイガース（観客4,588人）
- 2017年4月8日（土）中日ドラゴンズ 対 阪神タイガース - 雨天中止
- 2018年4月7日（土）中日ドラゴンズ 対 阪神タイガース（観客2,505人）
- 2023年4月8日（土）中日ドラゴンズ 対 福岡ソフトバンクホークス（観客4,688人）

## 施設概要
霞ヶ浦第一野球場
- 竣工 - 1973年4月1日　改修竣工 - 1985年3月20日
- 鉄筋コンクリート造
- グラウンド面積：12,354.9m2
- 両翼：97.53m、中堅：120m
- 内野：クレー舗装、外野：天然芝
- スコアボード：電光掲示板式
- 収容人員：7,800人（内野：メインスタンド - 1,990人、内野スタンド - 2,810人、外野：土盛り芝生席 - 3,000人）
- 照明塔6基（うち内野975ルクス、外野520ルクス）

霞ヶ浦第二野球場
- グラウンド面積：11,250m2
- 両翼：90m、中堅：115m
- 軟式野球・ソフトボールのみ。（硬式使用不可）

霞ヶ浦第三野球場
- グラウンド面積：不明
- 両翼：100m、中堅：122m（内野：黒木土、外野：砂入りロングパイル人工芝、ファウルゾーン砂入り人工芝）
- 収容人員：1,624人（うち内野メインスタンド - 988人、車いす観覧席 - 8人、芝生席 - 1・3塁側各314人　外野席なし）
- 硬式・軟式野球、ソフトボールのすべてに利用可能

## 公園内その他の施設
- 四日市市霞ヶ浦体育館
- 四日市市霞ヶ浦サッカー場
- 四日市市霞ヶ浦弓道場
- 四日市市霞ヶ浦プール
- 四日市ドーム

※ 近隣地にはこの他、四日市競輪場がある。

## 交通
- 近鉄名古屋線 霞ヶ浦駅からタクシーで約5分（徒歩で約30分）。
- 近鉄名古屋線・湯の山線 近鉄四日市駅からタクシー約15分、JR関西本線 四日市駅からタクシーで約10分。
  - プロ野球・高校野球等開催時は、近鉄四日市駅発JR四日市駅経由の臨時バス運行あり。
  - 四日市競輪開催日には近鉄霞ヶ浦駅から無料バス運行あり（競輪場から徒歩約10分）。